# 四体液説

「血液・粘液・黄胆汁・黒胆汁」の四体液説と「気・水・火・地」の四大元素との対応、「熱・冷・湿・乾」の4つの基本性質の関係。

四体液説（よんたいえきせつ、英: humorismまたはhumoralism）は、「血液、粘液、黄胆汁、黒胆汁」の4種類を人間の基本体液とする体液病理説（英: humoral pathology）である。体液病理説（もしくは液体病理説）とは、人間の身体には数種類の体液（ラテン語: humorは古代ギリシャ語: χυμός、chymosの訳語で、そのまま「体液」を意味する）があり、その調和によって身体と精神の健康が保たれ（Eucrasia）、バランスが崩れると病気になる（Dyscrasia）とする考え方で、古代インド（アーユルヴェーダ）やギリシャで唱えられた。インドからギリシャに伝わったとも言われる。
四体液説は、西洋で広く行われたギリシャ・アラビア医学（ユナニ医学）の根幹をなしており、19世紀の病理解剖学の誕生まで支持された。どの体液が優位であるかは、人の気質・体質に大きく影響すると考えられ、四体液説と占星術が結びつけられ広い分野に影響を与えた。

## 全体観（holism）

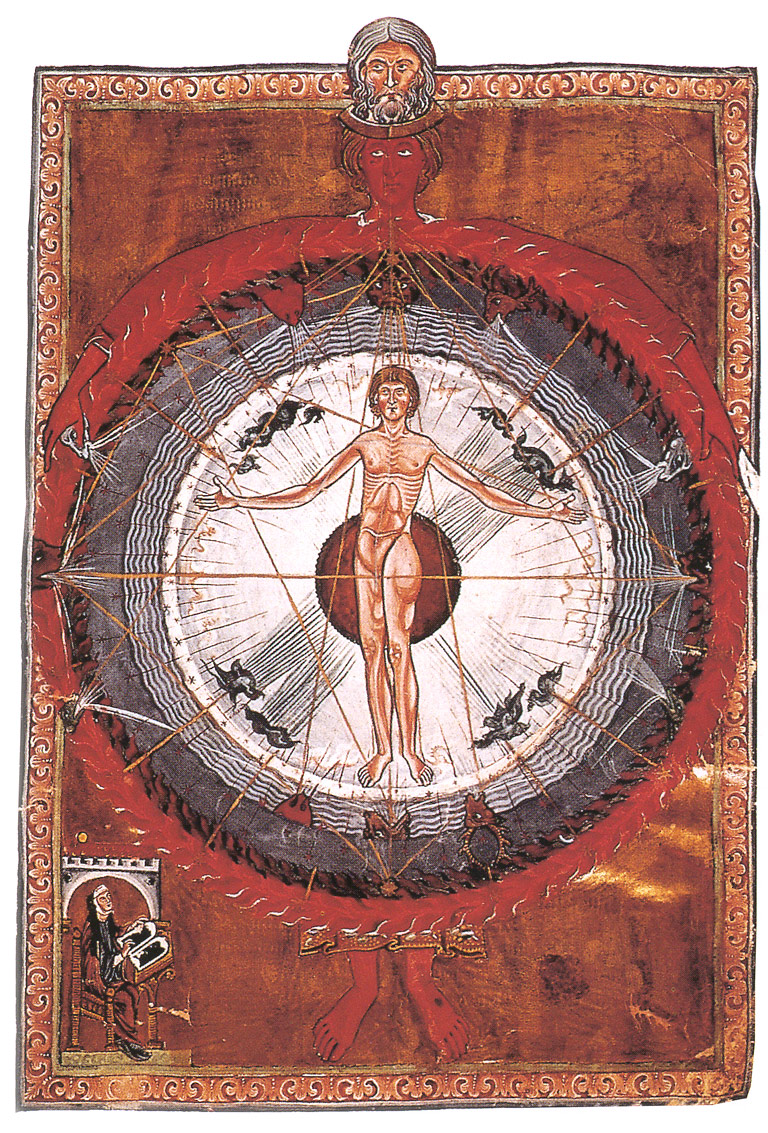
ヒルデガルト・フォン・ビンゲン著Liber Divinorum Operum（13世紀初頭）に描かれた、宇宙（マクロコスモス）の中に立つ人間（ミクロコスモス）、「宇宙の中の人間」（Universal Man）。ホリスティックな宇宙観、人間観を示す。

古代ギリシャ人やインド人は、体の一部が病んでいるのではなく、全体が病んでいるのであり、病気は一つだけで、それが色々な形で表れているのだと考えた。このような考え方を全体観（holism、ホーリズム）と言う。体液は体中に偏在しているため、体液病理説とはすなわち全体観の医学だった。病気は一つなので、病気はどこにあるか、病気はなんであるかという問いはあまり重視されず、診るべき対象は患者の体全体であると考えられた。
古代ギリシャ医学をまとめた『ヒポクラテス全集』の論文を見ると、病気の経過について詳細な記録が残されているが、病名はほとんど記されていないことがわかる。体液病理説のヒポクラテスはコス派というグループに属しており、ライバルにあたるクニドス派は、病気の所在は身体の固体部分、つまり臓器にあるとする固体病理説（または局在病理説、臓器病理説）だった。クニドス派では、診断が重視され、病気が細かく分類されたが、この時代には病気の分類を行う十分な知識・技術がなかったこともあり、より大きな成功を収めたのは全体観（holism）の体液病理説に基づくコス派だった。

## 西洋の体液病理説

### 古代ギリシャ・ローマ

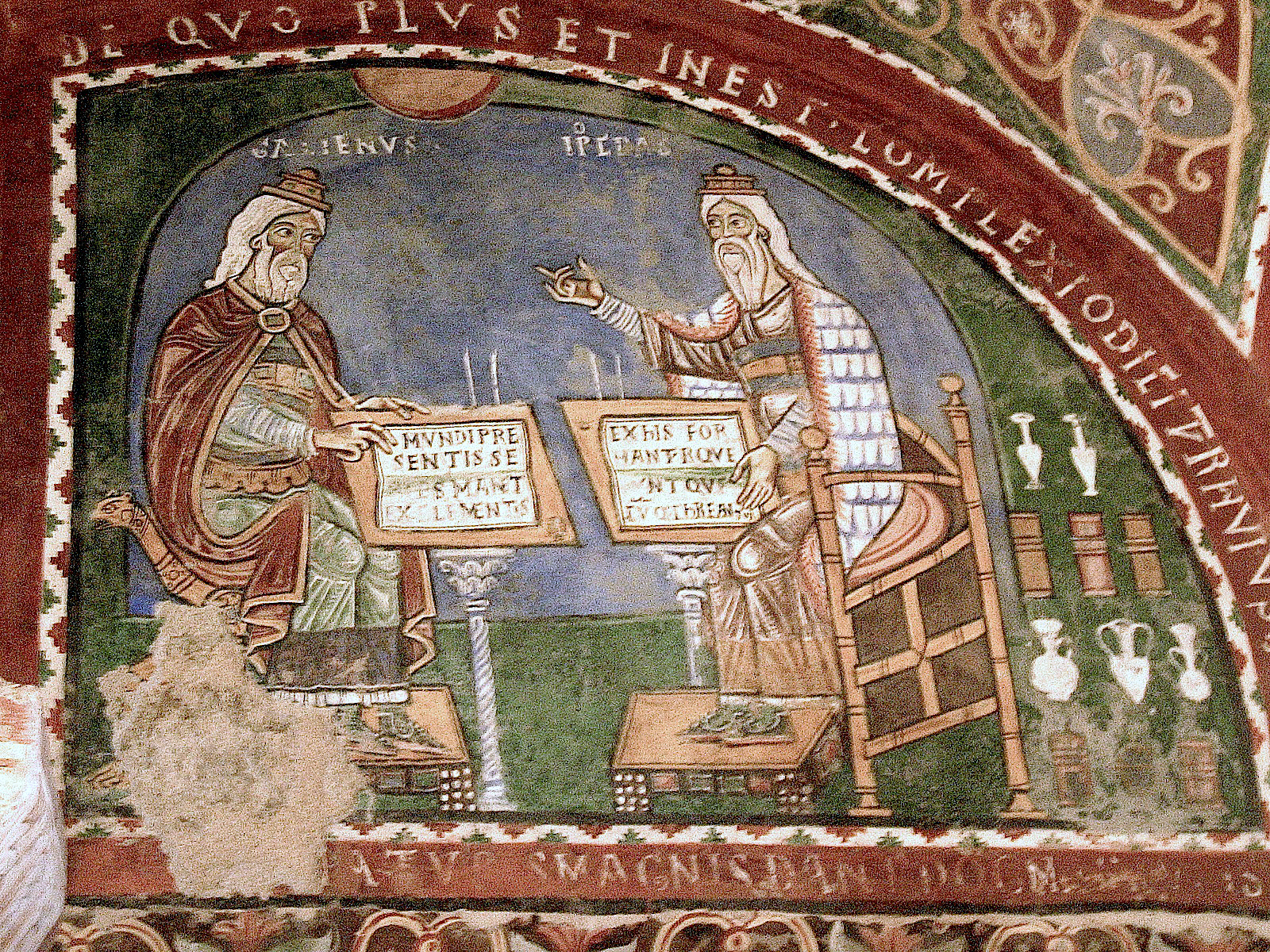
壁画に描かれたヒポクラテスとガレノス、12世紀イタリアのアナーニ

古代ギリシアの医学は、ヒポクラテスの死後100年ほどたってから、ヒポクラテス（紀元前460年ごろ - 紀元前370年ごろ）の名のもとに『ヒポクラテス全集』にまとめられた。そこでは、人間の身体の構成要素として、臨床経験から2～4種類の体液が挙げられている。ローマのガレノス（129年頃 - 199年）は、ヒポクラテス医学をベースに当時の医学をまとめ、人間の体液は血液を基本に「血液、粘液、黄胆汁、黒胆汁」の4つから成り、そのバランスが崩れると病気になるとする四体液説を継承し発展させた。ガレノス以後、体液病理説（四体液説）は、西洋文化圏で行われたギリシャ・アラビア医学の基本をなしており、19世紀の病理解剖学の誕生まで支持されていた。

#### 四体液説
ヒポクラテスなどの古代ギリシャの医師たちは、患者の体から出てくる液体を観察し、人間の体内には、栄養摂取による物質代謝の産物であるいくつかの体液があると考えた。
血液（Gk. haima）は、体内の熱が適当で、食べ物が完全に調理（消化）された時に生成され、生命維持にとって重要であるとされた。一方、粘液と胆汁は悪い体液と考えられた。体内の熱の過少によって生じる粘液（Gk. phlegma）は、ギリシャ語のphlego（燃える）という動詞からきている。古代ギリシャでは、体の中で燃えるのは「炎症」または「消化」であると考えられたことから、冬に起こる炎症の産物が粘液と呼ばれた。 また、脳は粘液による保護が必要で、脳に達して適度な冷えと潤いを与える。脳からあふれた粘液は、鼻汁となって出てくる。体内の熱の過剰によって胆汁が生じるが、数合わせのために黒胆汁が加えられ、黄胆汁（Gk. chole）・黒胆汁（Gk. melan chole）となったという。黄胆汁は血液の泡状のもので、軽く熱い。黒胆汁は、鬱状態の人の排泄物の色から名付けられたと言われる。黒胆汁には酸味があり、体を腐食させるとされた。

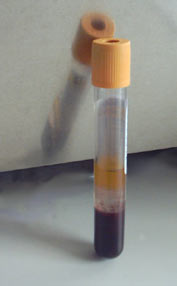
分離した血餅、血球、血清（オレンジ色の部分）

体液の種類は、最初から4種類で統一されていたわけではない。『ヒポクラテス全集』に収録された論文「人間の自然性について」の中では、四大元素説の影響を受けて、人間は血液、粘液、黄胆汁、黒胆汁の4つからできていると述べられており、これが主流の分類である。しかし「疾病について」の中では、血液、粘液、胆汁、水、また「疾患について」で、病気はすべて胆汁と粘液の作用であるとしており、定まっていない。どちらを採用するかは学派によって異なり、ヒポクラテスのコス派は血液・粘液・黄胆汁・黒胆汁の四体液説で、クニドス派は胆汁・粘液説であった。ローマのガレノスが、四体液説を継承しギリシャ医学をまとめ上げたため、後世に残ったのは四体液説だった。
また、フォーレウス・リンドクヴィスト効果の発見者の一人である病理学者ロビン・フォーレウス（1888-1968）は、四体液説は、血液の観察に由来すると示唆した。血液を容器に入れ、空気にさらし室温で放置すると、上澄みと凝固部分に分かれる。この血清、白血球、赤血球、血餅が、黄胆汁、粘液、血液、黒胆汁の由来ではないかと推測した。

#### 体液と病
体液の生成と混和、バランスの回復については、調理に喩えられ説明された。食べ物が昇華されてできた養分は、静脈や肝臓の内で熱によって変化する。体内で発生した熱が適度であれば、その熱によって血液が生じ、適度でない場合には他の体液が生じて、血液に混じることになるのである。その際、より熱ければ胆汁に、より冷たければ粘液になる。黄胆汁は脾臓で吸収されて血液は浄化されるが、脾臓の機能が悪い場合には、黄胆汁は煮詰まったように黒胆汁となるし、脾臓自体が、病的状態にあれば、うまく調理されない黒胆汁が身体をめぐることになる。体内の熱源は、大宇宙の中心である太陽と同様に、小宇宙である人体の中心器官である心臓と考えられた。
病気になった体は、「自然（ピュシス）」の治癒力・内なる熱によって回復する。すなわち、誤って混和した、あるいは生の状態の体液を調理して、体液の乱れを正常に戻そうとするのである。調理で無害になり、健康な成分から分離された「悪いもの」は、嘔吐、下痢、排尿、喀出、発汗、出血、化膿などのルートで体外に排出される。怪我のような局所病の時は、炎症の形で悪い体液を「煮沸」し、消化して、膿の形で排出する。全身、局所を問わず、発熱から化膿まで、すべて治癒の過程であると考えた。
調理に喩えられた「食物が体内の熱によって処理されること」は、「熟成（ペプシス）」と言われ、「古い医術について」では、体液の熟成状態と「混和（クラーシス）」の状態が重要であるとされた。『ヒポクラテス全集』に納められた論文「人間の自然性について」では、最も健康な状態は、四体液の力や量がバランスを保った状態で、特にお互いに混和(クラーシス）した状態であると説明される。病気とは、体液の一つが多すぎたり少なすぎたりする場合、また一つだけが切り離されて他と混和しない場合に起こる。四体液はそれぞれ2つの性質を持っているので、互いに反発しつつも引かれ合う。体液のバランスが崩れる原因は、体質、生活環境、生活様式、食事などである。

#### 体液の性質と治療

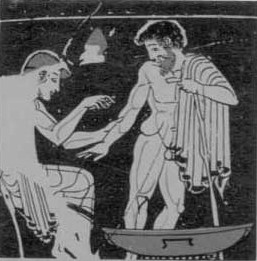
古代ギリシャの壺に描かれた瀉血の様子

治療の方針は、過剰な力を除去し、不足するところに加えて（逆療法）、バランスを安定させることだった。四体液説は、「熱・冷・湿・乾」からなるアリストテレスの四大元素説（四性質説）と関連付けられたため、例えば黒胆汁の過剰による病気の場合、その性質は「冷」なので、過剰な黒胆汁を排出し、熱性の食べ物や薬草を摂取して、体液のバランスを戻すよう試みる。ヒポクラテスは、「反対はその反対で治療される」という原則を唱えたといわれており、医者はそれぞれの病気や薬草、風土、人間の性質を理解し、治療に生かそうとした。
ローマのガレノスは、ヒポクラテスの「自然」「体液病理説」「四体液説」「逆療法」などの考え方を受け継いで、古代ギリシャの医学をまとめ上げた。またガレノスは、人間の霊魂はプネウマ（生気、精気、霊気、空気、気息とも）を介して肉体を操っていると考え、四体液とプネウマの適度な混合が大切であるとした。プネウマは中医学における気、アーユルヴェーダのヴァータ（風、体風素）に比されるもので、生命エネルギーのようなものだという。人間が生きるには栄養とプネウマが必要であり、栄養が生きたものとなるにはプネウマが不可欠とされた。後のキリスト教では、プネウマは三位一体の「聖霊」と理解された。
ギリシャ・ローマの医学では自然治癒を重視し、悪い体液を排出し自然治癒を促すために、刃物やヒルを使って悪い体液を排出する瀉血（刺絡とも）や、下剤、浄化剤、緩下剤、誘導剤を用いた。また、体液のバランスのために、食事療法や運動、入浴も重視された。「医術について」では、すべての人に当てはまる最高のバランスがあるわけではなく、人によってその体にふさわしいバランスがあり、また健康にいいものは状況・年齢などによって変わってくると説明される。例えば、体が運動を求めている時の休息、休むべき時の運動は健康的ではなく、同じことが飲食物や薬物に関しても言われた。

### アラビア、ヨーロッパへの伝播

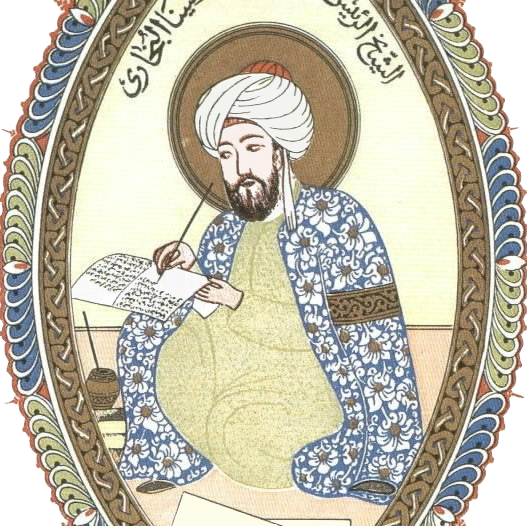
ミニアチュールに描かれたイブン・スィーナー

ビザンツ帝国で異教徒・キリスト教異端が迫害され、学者たちがサーサーン朝ペルシャに亡命したことから、四体液説をベースとしたギリシャ・ローマ医学はアラビアに伝わり、ヨーロッパではその多くが失われた。また、同じく体液病理説に基づくインド医学も、多くの文献がアラビア語に翻訳され影響を与えた。ギリシャ・ローマ医学に各地の医学を集大成した「ギリシャ・アラビア医学」（ユナニ医学）は、アル・ラーズィー、イブン・スィーナーなど、多様な民族・宗教の学者たちによって発展した。

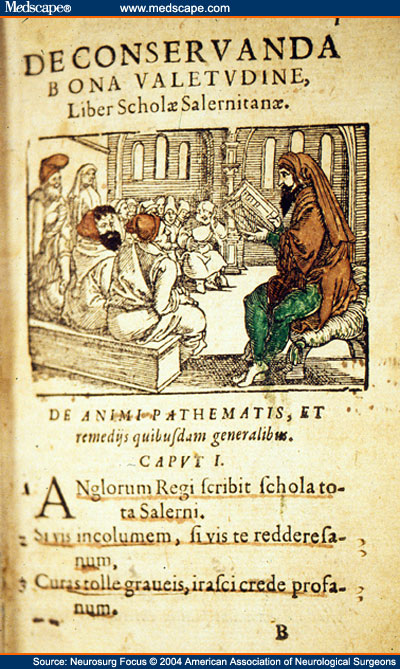
サレルノ医学校で授業をするコンスタンティヌス・アフリカヌス

ユナニ医学はギリシャ・ローマ医学をベースにしつつも、さらに発展させた。『ガレノスに対する疑念』（Shukuk 'ala alinusor)でアル・ラーズィーは、臨床経験と錬金術の実験を通し、ガレノスの発熱に関する説明や、四体液説、四大元素説に批判を加えた。イブン・スィーナーは、ガレノス医学をベースに『医学典範』（al-Qānūn fī al-Ṭibb）をまとめたが、血液が唯一の自然な体液だとするガレノス医学の考えには同意しなかった。スィーナーは、血液が腐敗・希薄化・濃縮化などで変化したものが粘液・黄胆汁・黒胆汁だと考えたが、四体液はすべて必要なもので、各々に「自然的」「不自然的」の2つの状態があるのだとした。体の各器官によって成分・性状が違うのだから、固さや柔らかさといった違いをもたらす他の体液も不可欠だと考えたのである。また、四体液に関する諸問題の探求は医師の領分ではなく、哲学者のものだと述べている。
11世紀に入ると、十字軍が編成されエルサレムに進軍し、ヨーロッパはアラビア世界に接触した。アラビアの進んだ文化がヨーロッパに伝えられ、サレルノ医学校の教師だったモンテ・カッシーノ修道院のコンスタンティヌス・アフリカヌスなどが、アラビア語の医学書をラテン語に翻訳し、その知識はヨーロッパに再びもたらされた。

### 中世以降のヨーロッパ

#### 四気質

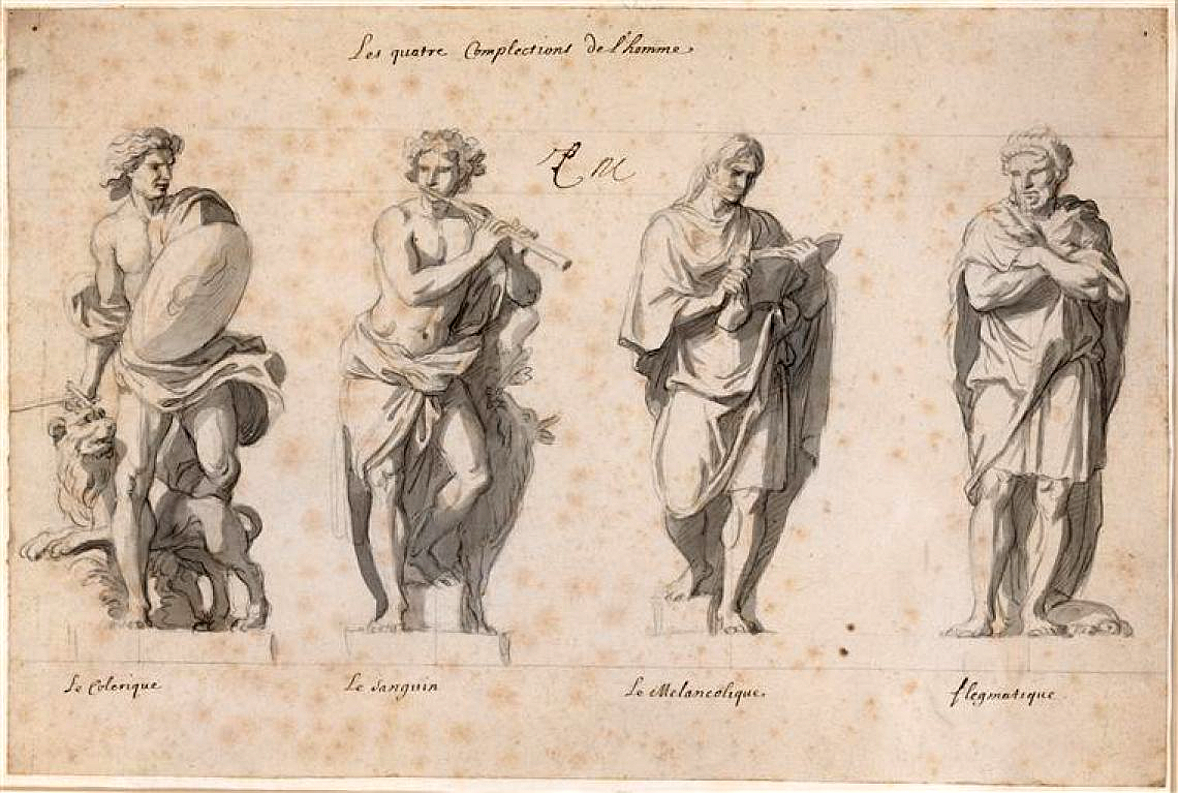
Grande Commande,ヴェルサイユ宮殿の庭のために作られた彫像のデザイン、四気質を擬人化したもの（17世紀）。左から黄胆汁質, 多血質, 黒胆汁質, 粘液質

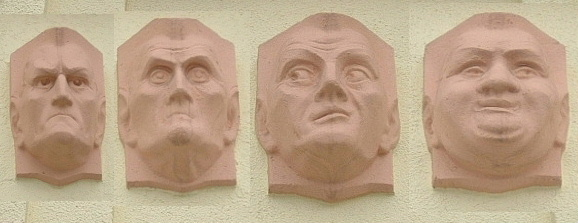
ドイツ・フランクフルトの建物の壁飾り。左から、黄胆汁質、黒胆汁質、多血質、粘液質それぞれの表情

古代ギリシャ・ローマでは、それぞれの体液の過少と人の気質には関係があると考えられていた（メランコリーの語源は黒胆汁であり、「無関心な、冷淡な」を意味するフレグマティックは粘液からきている）。
次のものは、『サレルノ養生訓』, 12～13世紀）などにみられる各体液に典型的な気質・体質である。
黄胆汁質（胆汁質、en.Choleric）
荒々しい性格で熱血漢、短気で行動的、野心も強い。気前がいいが傲慢で、意地悪で気難しい面もある。消化力が高く大食だが、やつれて見える。脈が速く心臓に負担がかかる気質で、また張り切りすぎて肝臓や腎疾患に陥りやすい。黄色味がかかった熱く乾燥した肌をしており、硬くて水気に乏しい筋肉をしている。
黒胆汁質（憂鬱質、en.Melancholic）
寡黙で頑固、孤独癖があり、運動も休養も社交も好まない。強欲で倹約家、利己的で根に持つタイプ。神経質で自殺傾向がある。注意深く明敏、勤勉で、一人で思索に耽ってばかりいる。黒胆汁は主に悪いイメージを持たれ、狂気・精神錯乱と関連する体液といわれたが、天才を生み出す体液だとも考えられた。土気色で乾燥した冷たい皮膚をして、たいてい痩せている。脈は遅く耳は遠い。欠尿症で、食欲はあったりなかったりである。
多血質（en.Sanguine）
人柄は機嫌よく社交的で、ずうずうしいが気前もいい。先のことは考えず、心変わりしやすい。娯楽が好きで好色であり、教養とは無縁のタイプ。体質は、筋肉質でたくましく、脈は規則的で皮膚はぬくもりと弾力があり、胃は丈夫で睡眠の悩みもない。舌が乾きやすく、太りやすい。風邪をひきやすく関節炎のタイプで、頭痛や歯痛を伴うこともある。この気質の良い状態が維持できれば、老いを寄せ付けないため長生きする。
粘液質（en.Phlegmatic）
精神的に鈍く優柔不断で臆病だが、おだやかで公平、人を騙したりしない。背は高くなく太っており、食べることが好きで運動や努力が嫌い。血の気のない皮膚の色で、肉質はやわらかく肌は湿っている。脈は遅く弱く、胃弱で口臭がひどい。貧血や腺病、鼻風邪やカタルに罹りやすく、耳鳴りや難聴になりやすい。また、粘液から逃れようとつばを吐く。

#### キリスト教
中世ヨーロッパでは、四体液説はキリスト教に取り入れられた。教会は、アダムとイブは完璧な体液のバランスを保っていたが、楽園追放によってそのバランスが崩れ、病気がこの世に誕生したと説いた。原罪を負った人間の体液のバランスは崩れているが、キリストのそれは完璧であり、拠ってキリストに倣う生き方が奨励された。
肉やホットワインのような「熱く湿った」食品は血液と精液のもととなるプネウマを生成すると考えられ、性欲や肉欲が高まるためキリスト教徒にはふさわしくないとされた。初期には断食期間には肉と魚を摂ることは禁じられたが、次第に「冷たい」魚は性欲を抑えるとされ、食べることが許されるようになった。

#### 食文化への影響
西洋では万物が四大元素からなると考えられたため、薬も食材も「熱・冷・湿・乾」のうち2つの性質を持つとされた。摂取する食材の性質が体液に影響を与えるため、中世ヨーロッパでは、医師の治療の中心は日常的な食事療法だった。健康にいい性質の食材を採ること、性質が合わない食物を混ぜないこと（合食禁）などが重視された。また、食べた物が体内で適切に「調理」され、栄養素がきちんと吸収されるように、正しい順序で腹を満たすことが大切だと考えられ、そのようにコースが組み立てられた。まず消化しやすいものが出され、徐々に腹持ちのいい料理に移行した。この養生法を軽んじると、食べた物が十分に消化されず、胃の中に悪い体液が引き込まれると思われていた。
食材や薬剤の性質は本草書、農書などに記され、養生書では食事に多くの頁が割かれた。キリスト教徒でアラブ人の医師イブン・ブトラーン（11世紀）は、バグダードで学んだ医学をTaqwīm al-Sihha（『健康表』、または『健康全書』)にまとめているが、これは食材やハーブの性質とその度合いなど、健康のために役立つ情報を表にしたものであった。

#### 医療占星術

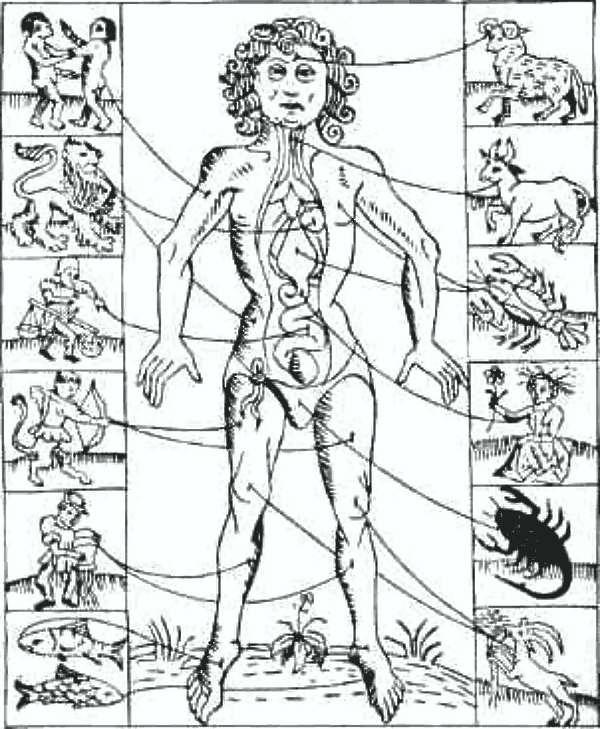
人体と黄道十二宮の対応を示す「獣帯人間」（1702年）

中世ヨーロッパには、四体液、四気質は占星術と結び付けられ（占星医学、星辰医学、医療占星術、en:Iatromathematica）、診断・治療に一般的に用いられ、瀉血の時期や血を採る部位の判断にも利用された。出生時の星の位置がその人の体液の偏りや気質を決定すると考えられ、15～16世紀には「惑星とその子供たち」という思想が流行した。
木星
血液と結びつき、教養と富に恵まれた人々と関係する。
火星
黄胆汁と結びつき、軍人と関係する。
金星
粘液と結びつき、学者、芸術家と関係する。
土星
黒胆汁と結びつき、貧民や犯罪者、身体障害者、インディオなど、当時のヨーロッパで差別された人々と関係する。
土星（サターン）は、産まれた我が子を次々呑みこんだというサトゥルヌスの神話や、土星の占星術的解釈から、老年や死など忌まわしいイメージと紐付いた。魔女は「土星＝サトゥルヌスの子供」であり、食人を行う（とされた）インディオと同類の存在で、黒胆汁過多によってメランコリー症に冒されていると見做されることもあった。

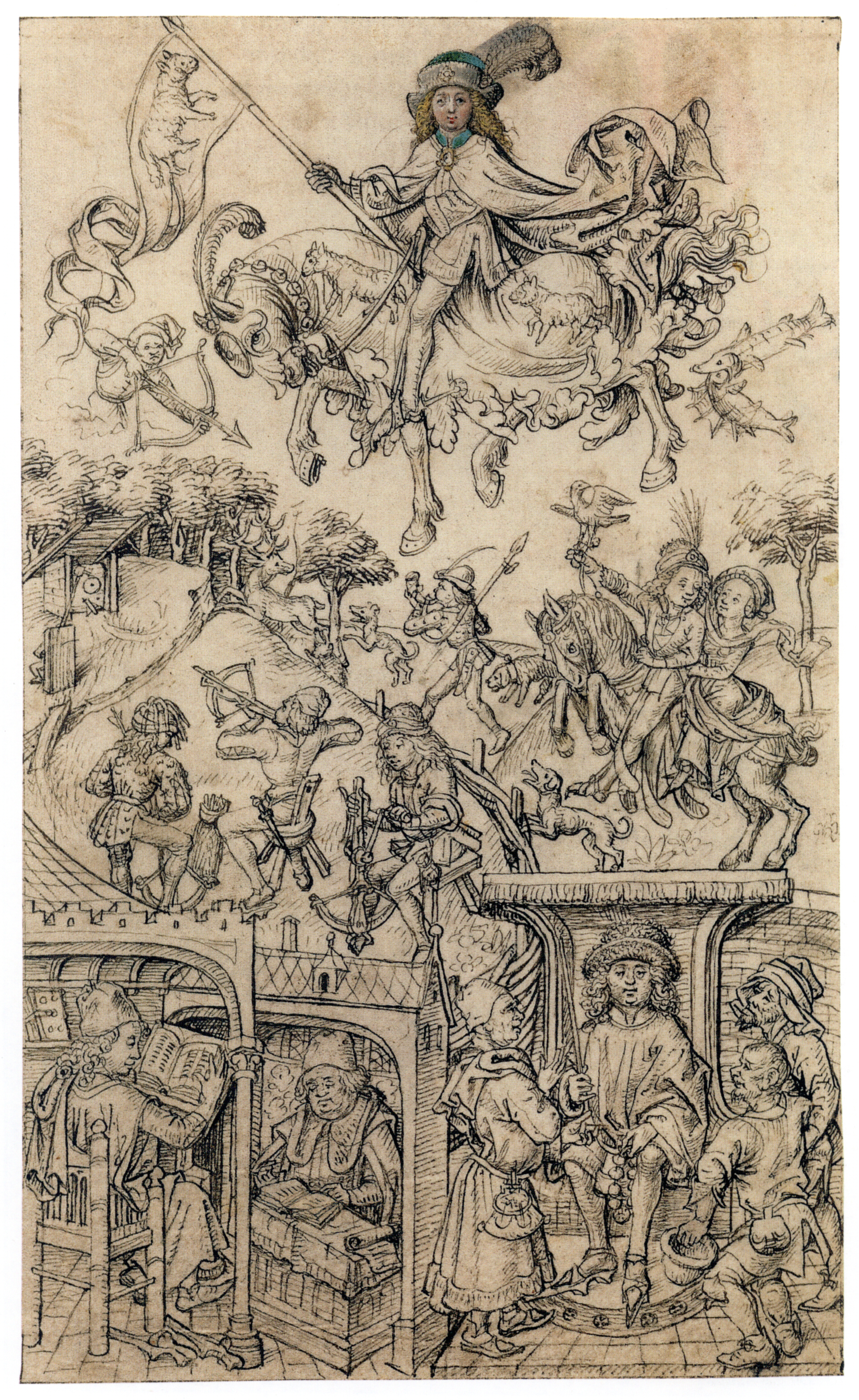
15世紀のドイツ語の写本（de:Hausbuch (Schloss Wolfegg)）より、Jupiter und seine Kinder（木星とその子供たち）
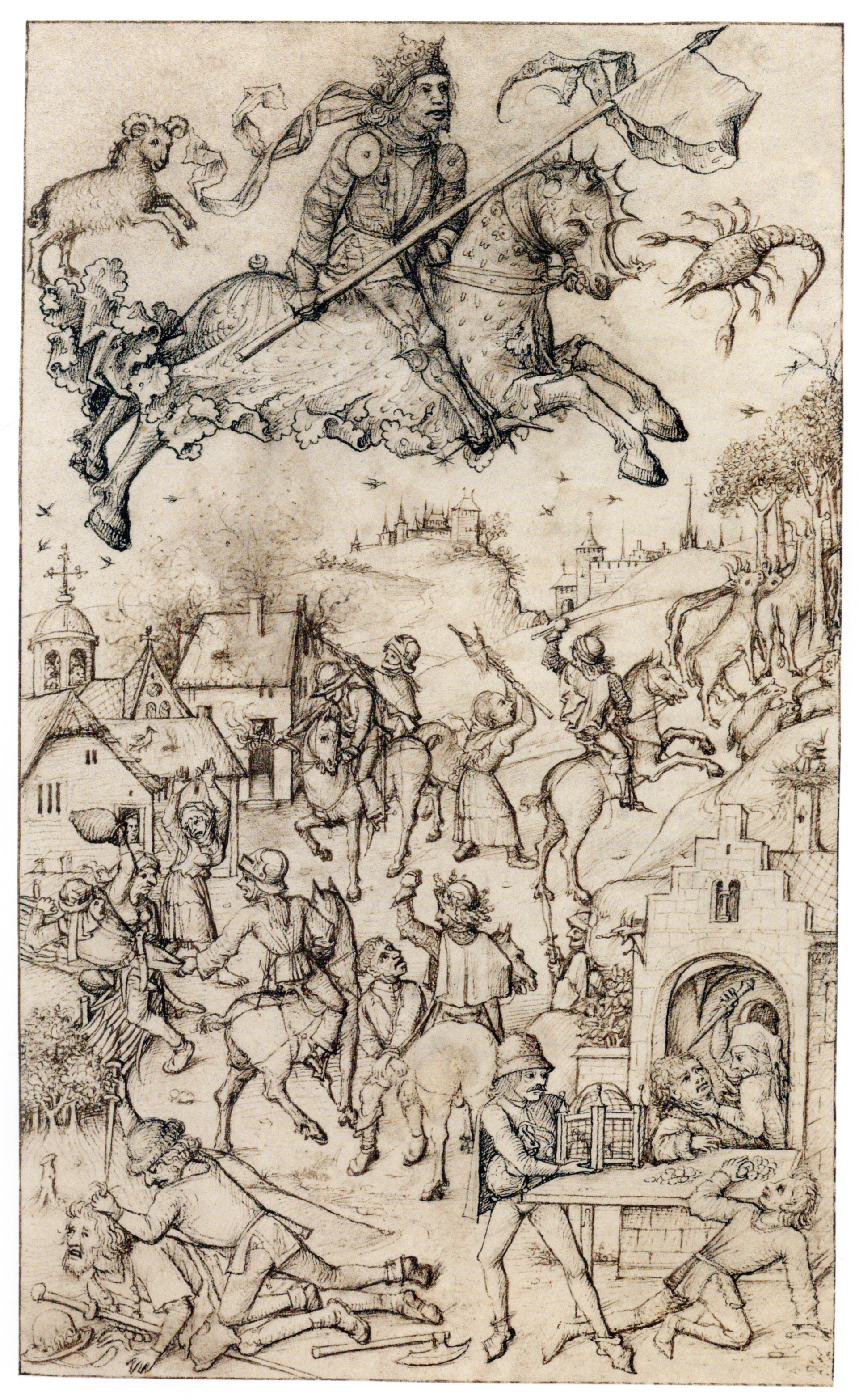
Mars und seine Kinder（火星とその子供たち）
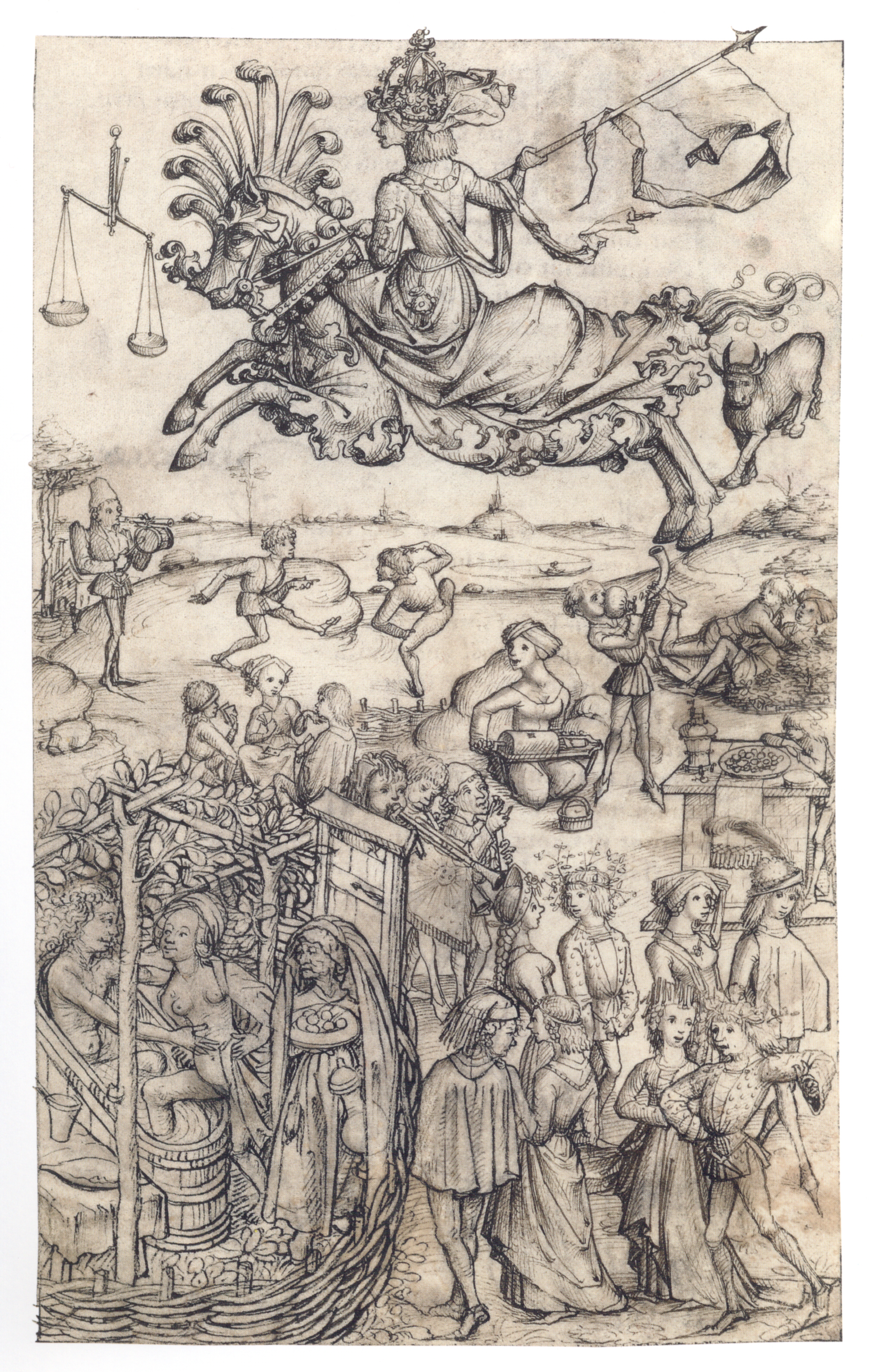
Venus und ihre Kinder（金星とその子供たち）
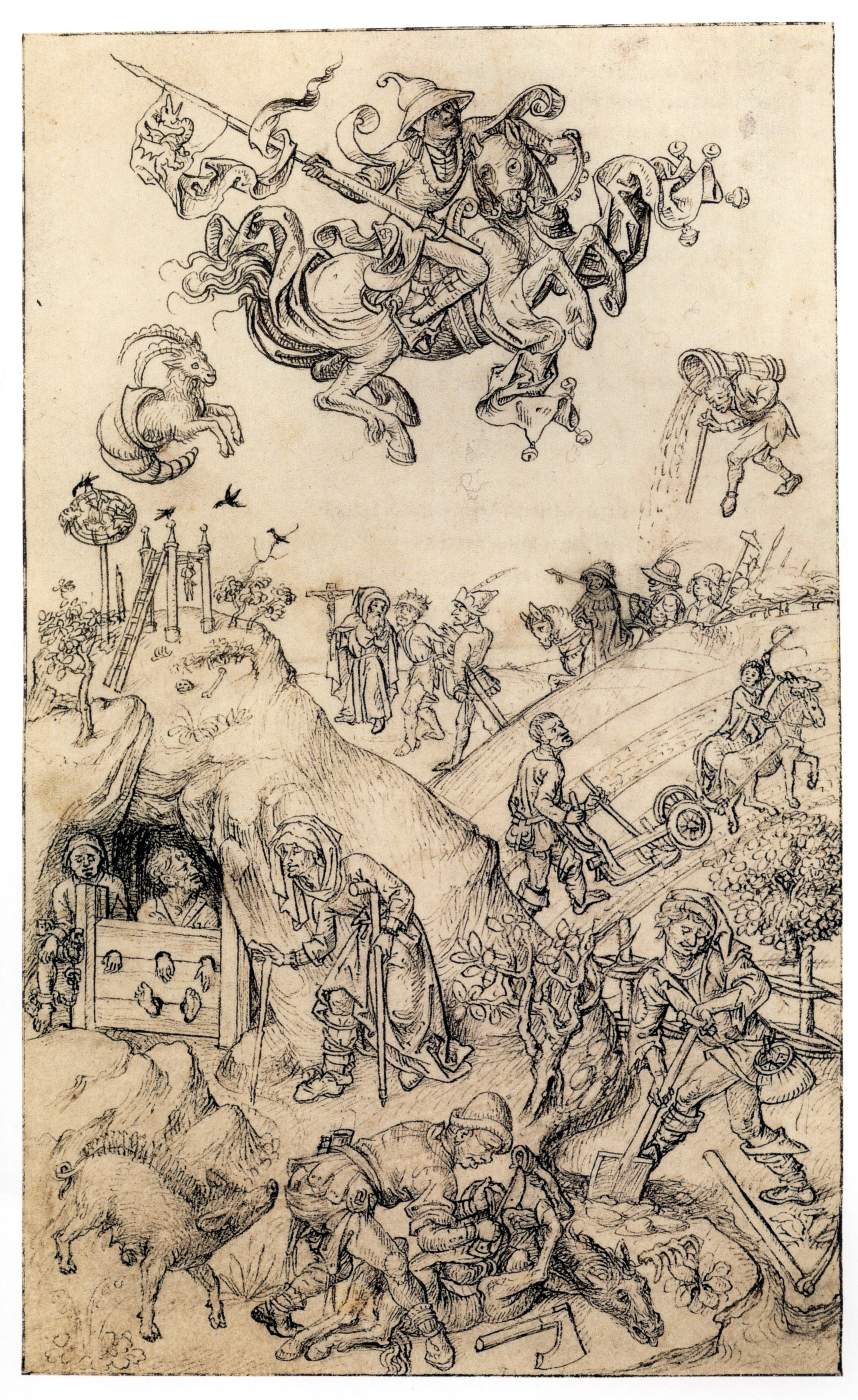
Saturn und seine Kinder（土星とその子供たち）

#### ユーモアと気質喜劇
「ユーモア」という言葉は、会話や文章において相手を笑わせる事を意図する人間の気質や、具体的な言葉や行動においての表れをさすが、これは 古希:χυμός chymos 、ラテン語：humor（体液）に由来する。健康を左右するとされた「humor」は、気質、体調などを意味するようになり、さらに、調子の変わった人物を指す意味へと変化した。ルネッサンス時代になると、文芸批評家達が、美学的な用語である「ユーモア」として使い始めた。
17世紀イギリスでは、おもしろさ、おかしさ、滑稽さ、特異性などを意味するようになった。エリザベス朝時代のイギリスでは、奇矯であることが魅力的であるという風潮が一部にあり、そのような振る舞いが横行し、「ユーモア」という言葉が流行した。劇作家のウィリアム・シェイクスピアやベン・ジョンソンは、こうした風潮に辟易していた。ベン・ジョンソンは、ローマ古典劇を下敷きにした「気質喜劇」と呼ばれる作品群で、登場人物たちを一つの気質のみを誇張して類型的に描き、その愚行を風刺した。彼の気質喜劇としては、『ヴォルポーニー』、『錬金術師』などがよく知られる。

### 対応関係
次の表は、四体液と各項目の対応を示す。
| 体液                       | 元素 | 性質    | 関係する部位 | 季節 | 方角 | 年齢   | 気質               | 性格                           | 黄道十二宮           | 惑星      |
| -------------------------- | ---- | ------- | ------------ | ---- | ---- | ------ | ------------------ | ------------------------------ | -------------------- | --------- |
| 血液 （Gk. haima）         | 空気 | 熱 + 湿 | 心臓         | 春   | 東   | 子ども | 多血質             | 社交的, 楽天的, 好色, 無教養   | 白羊宮 金牛宮 双子宮 | 木星      |
| 黄胆汁 （Gk. chole）       | 火   | 熱 + 乾 | 肝臓         | 夏   | 南   | 青年   | 黄胆汁質 (胆汁質)  | 熱血, 野心家, 短気, 気難しい   | 巨蟹宮 獅子宮 処女宮 | 火星 太陽 |
| 黒胆汁 （Gk. melan chole） | 土   | 冷 + 乾 | 脾臓         | 秋   | 西   | 壮年   | 黒胆汁質 (憂鬱質） | 思索的, 孤独癖, 神経質, 利己的 | 天秤宮 天蠍宮 人馬宮 | 土星 水星 |
| 粘液 （Gk. phlegma）       | 水   | 冷 + 湿 | 脳/肺        | 冬   | 北   | 老年   | 粘液質             | おだやか, 公平, 無気力, 臆病   | 磨羯宮 宝瓶宮 双魚宮 | 金星 月   |

### 西洋医学における終焉

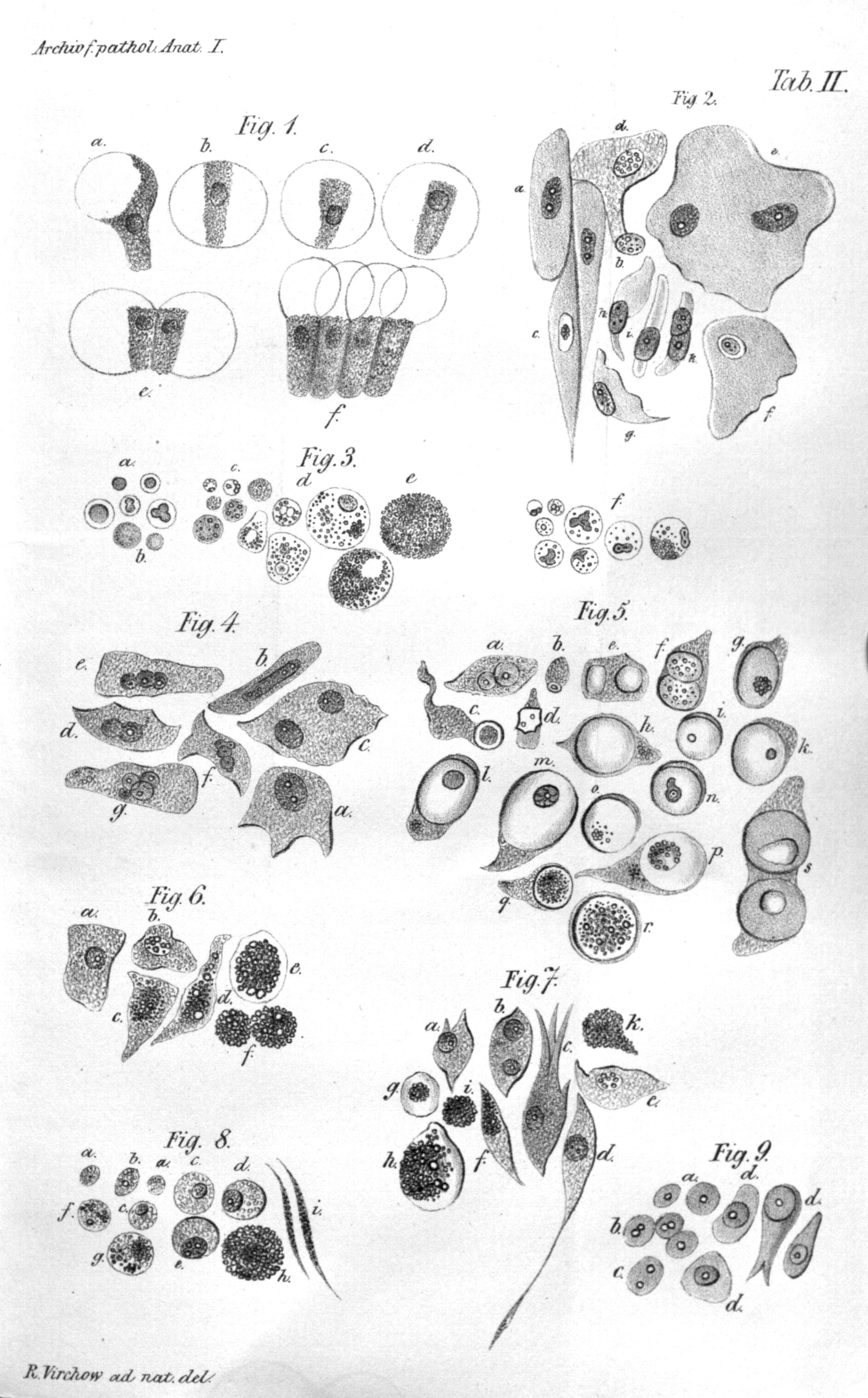
ウィルヒョーの細胞図

体液病理説・四体液説に基づくギリシャ・アラビア医学は、ヨーロッパでは15-16世紀まで、ペルシアなどでは19世紀末まで主要な医学であった。16世紀の解剖医アンドレアス・ヴェサリウスが、ガレノス解剖学の誤りを証明し（古代ローマでは人体解剖は行われず、ガレノスは動物解剖の知見をベースに理論を組み立てていた）、徐々にガレノス医学の誤りが明らかになっていった。モルガーニは『病気の座と原因について』（1761年）で、病気の座として臓器を考え、ビシャは『一般解剖学』（1801年）で、組織を病気の座とした。とはいっても、1858年のウィルヒョー（ウィルヒョウ、フィルヒョウ）の革命まで、体液病理説はほとんど議論の余地なく受け継がれていた。
病理解剖学研究の泰斗ウィルヒョーは、『細胞病理学』で体液病理説を否定し、細胞病理説を主張した。「すべての細胞は細胞から」という有名な公理を生み出し、器質的疾患は、過剰な刺激や炎症が原因で生じた細胞の変形に基づく病変に必ず結びつくことを明らかにした。こうした概念は、当時の医学思想を一変させ、体液病理説は医学の主流から姿を消した。

### 他分野への影響
体液病理説は、ウィルヒョーの革命の後も、病態生理学の下敷きとなった。また、アラビアやインドなどで現在も行われるユナニ医学以外にも、心理学者ハンス・アイゼンクによる人格モデルなどの心理学、子ども生来の気質を尊重した教育を目指すシュタイナー教育、全体的（Holistic）な健康観に立脚し、身心の調和や自然治癒を重視するホリスティック医学などで現在も参照されている。

## インドの体液病理説

### トリ・ドーシャ説

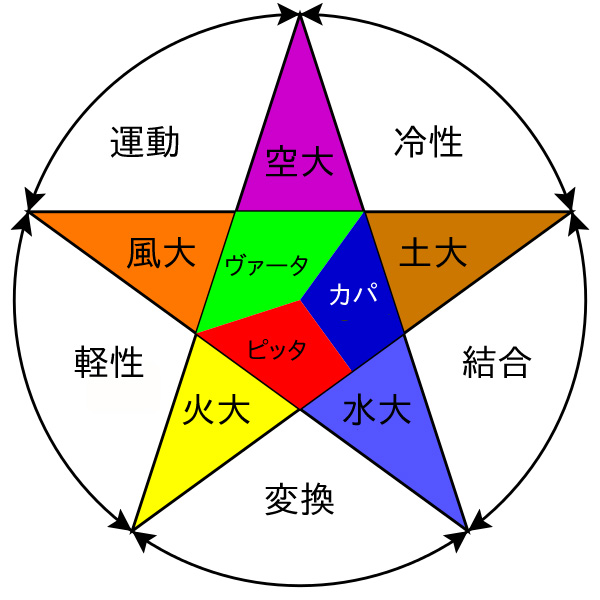
トリ・ドーシャと五大（パンチャ・マハーブータ）の関係（使用された色は任意）

古代ギリシャの体液病理説は、古代インド医学の影響を受けているともいわれる。アーユル・ヴェーダと呼ばれる古代インドの医学では、「ピッタ（胆汁、胆汁素）、カパ（粘液、粘液素）、ヴァータ（風、体風素）」の3つの体液が体をめぐっているとした。医学書『チャラカ・サンヒター』では、人間の病気の原因を体液の増悪とするトリ・ドーシャ説が唱えられた。
古代インドでは、五大元素として「地・水・火・風・空（虚空,空間,アーカーシャ)」が挙げられているが、ピッタは「火・水」、カパは「水・地」、ヴァータは「風、空」からなるとされた。ドーシャは、サンスクリット語で「不純なもの」「増えやすいもの」「体液」「病素」などの意味である。ドーシャは体液であると考えられ、また肉体のエネルギーと精神のエネルギーの両方を含む生体エネルギーであるとされる。
医学書『スシュルタ・サンヒター』では、第4の体液として「血液」が挙げられ四体液説となっており、古代インドとギリシャの医学には共通点が多い。古代インド医学の概念が、ペルシア経由でギリシアに伝わった可能性もあるといわれる。『スシュルタ・サンヒター』をThe Sushruta Samhita に英訳したビシャグラトナー（Bhishagratna）は、伝わる過程でヴァータ（風）は除外され、胆汁が黄・黒に区別され、ギリシャの四体液説になったと推測している。

### トリ・ドーシャと気質の関係
サーンキヤ哲学などを基礎とするアーユルヴェーダでは、体の健康を左右するトリ・ドーシャの他に、3つの性質トリ・グナとして、「サットヴァ（純粋性、純質）、ラジャス（動性、激質）、タマス（惰性、闇性、翳質）」が挙げられ、これは心の状態を左右するとされた。トリ・グナは、トリ・ドーシャと密接に関係していると考えられている。
ドーシャは、「同じ性質のものが同じ性質のものを増やす」という法則で変化する。動性のラジャスが増加すると、怒りやイライラがつのり、動性を持つドーシャ、ヴァータ（風）とピッタ（胆汁）を増加させる。安定性・惰性のタマスが増加すると、怠惰になり精神活動は停滞し、カパ（粘液）を増加させる。このように、ラジャスとタマスの増加は、心身の健康に悪影響を与える。
一方、トリ・グナのひとつであるサットヴァは純粋性を持ち、ドーシャ（不純なもの）を増大させることはない。サットヴァの増大はトリ・ドーシャのバランスを安定させ、精神的には愛情や優しさ、正しい知性をもたらす。このようにサットヴァは、心身の健康の基礎になっている。
| 要素               | 本性 | 作用       | 色   | 増加によるドーシャへの影響           |
| ------------------ | ---- | ---------- | ---- | ------------------------------------ |
| サットヴァ（純質） | 喜楽 | 照明       | 白色 | 3つのドーシャの調和                  |
| ラジャス（激質）   | 苦憂 | 衝撃・活動 | 赤色 | ヴァータ（風）、ピッタ（胆汁）を乱す |
| タマス（闇質）     | 暗愚 | 抑制・隠覆 | 黒色 | カパ（粘液）を乱す                   |

### ドーシャのバランスと治療
ドーシャのバランスは、体質（プラクリティ）、1日おける時間・季節・年齢、行動・食事・運動、環境、天体などによって左右されると考えられている。食べ物や薬草は、味自体がドーシャのバランスに影響し、それぞれ「熱性・温性・冷性」という性質（ヴィールヤ、薬力源）を持つ。また、各トリ・グナへ作用し、心の健康に影響をあたえる。
治療としては、増えすぎたドーシャ（体液）、アーマ（未消化物）、マラ（尿、便による排泄物）の要素を体の外に出し、浄化する減弱療法（排出療法）があり、パンチャカルマ（経鼻法）、催吐法、瀉下法、浣腸、発汗法、瀉血などが行われる。もう一つ、ドーシャのバランスを食事、薬、ヨガなどの調気法や行動によって元に戻す緩和療法（鎮静療法）がある。